# Fulvio Martusciello
Fulvio Martusciello, né le 25 mai 1968 à Naples, est un homme politique italien.